# Ejército de Voluntarios de Rusia Occidental
El Ejército de Voluntarios de Rusia Occidental (en alemán: Freiwillige Russische Westarmee; en ruso: За́падная доброво́льческая а́рмия, romanizado: Západnaya dobrovól'cheskaya ármiya) o bermontianos fue una fuerza armada que luchó en el Báltico durante la guerra civil rusa.
El Imperio alemán organizó y financió cuerpos de paramilitares anticomunistas llamados Freikorps en Pskov durante el verano de 1918. Según el artículo 12 del Armisticio de Compiègne, estas fuerzas debían permanecer en el Báltico para contener a los bolcheviques y retirarse cuando los aliados intervinieran. En Curlandia una fuerza de las Baltische Landeswehr, al mando del príncipe Anatoli Pávlovich Lieven (1872-1937), se dedicaba a combatir a los comunistas. La orden de retirada se dio después de firmarse el Tratado de Versalles en junio de 1919 pero solo una pequeña parte se retiró, lo que enfureció a los Aliados. El resto, al mando del general Rüdiger von der Goltz (1865-1946), se unió al general cosaco Pável Bermondt-Aválov (1877-1974) mientras el príncipe renunciaba al mando en julio. 
Este cuerpo, integrado por freikorps, alemanes del Báltico y prisioneros rusos capturados por Alemania durante la Gran Guerra y luego liberados a cambio de combatir a los comunistas, se declaró leal a Aleksandr Kolchak en agosto, aunque su objetivo era asegurar la hegemonía germana en la región. Oficialmente, si tomaban Daugavpils tomarían rumbo a San Petersburgo o a Moscú en coordinación con el resto de los ejércitos blancos. En octubre de 1919 atacan a las recién independizadas Lituania y Letonia a la vez que Goltz renuncia al mando y deja solo a Bermondt. En esta última llegan hasta el Río Daugava y amenazan Riga, su capital, lo que lleva al gobierno de Kārlis Ulmanis a pedir ayuda militar lituana y estonia. Estonia envió dos trenes blindados a cambio que los letones reconocieran a la isla de Ruhnu como suya. Los lituanos estaban muy ocupados con los bolcheviques como para intervenir. Los británicos enviaron un buque de guerra para ayudar a defender Riga.
En noviembre los letones logran contener a los germanos y los lituanos los atacan y vencen en Radviliškis. Después de estas derrotas el Ejército de Voluntarios se retiró hacia Alemania vía Lituania bajo la dirección del general Walter von Eberhardt (1872-1944), lo que se completó a mediados de diciembre.